# Serra (Espírito Santo)
Pour les articles homonymes, voir Serra.
Serra est une ville brésilienne de l'État de l'Espírito Santo (Région Sud-Est). Sa population était estimée à 467 318 habitants en 2013. La municipalité s'étend sur 553 km2.

## Situation
Le centre du município est bâtie sur le versant nord du Mestre Álvaro (qui culmine à 833 mètres), à une vingtaine de kilomètres au nord de la ville de Vitória. Quelques bairros (quartiers) de Sierra sont d'ailleurs des faubourgs de Vitória. Sierra comprend également Jacaraípe et sa plage renommée des surfers, et Manguinhos, village de pêcheurs, devenu quartier résidentiel. Le município est en outre doté de plages très accueillantes.

## Histoire
Cette ville a été fondée par des tribus Amérindiennes

## Personnalités liées à Serra
- Rhayner (1990-), footballeur né à Serra.
- Lincoln (2000-), footballeur né à Serra.